# Zenpuku-in

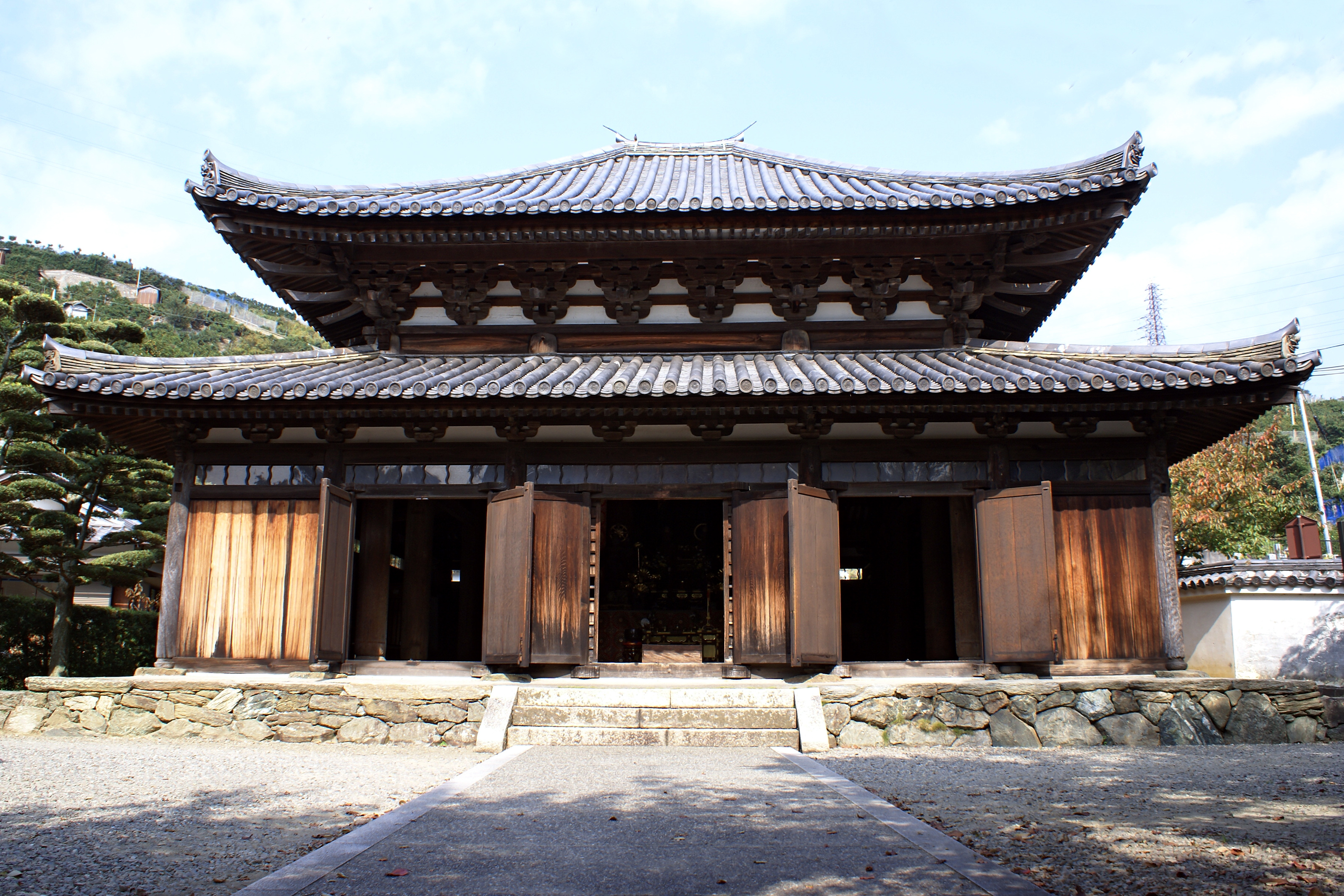
Zenpunku-in, Shaka-dō

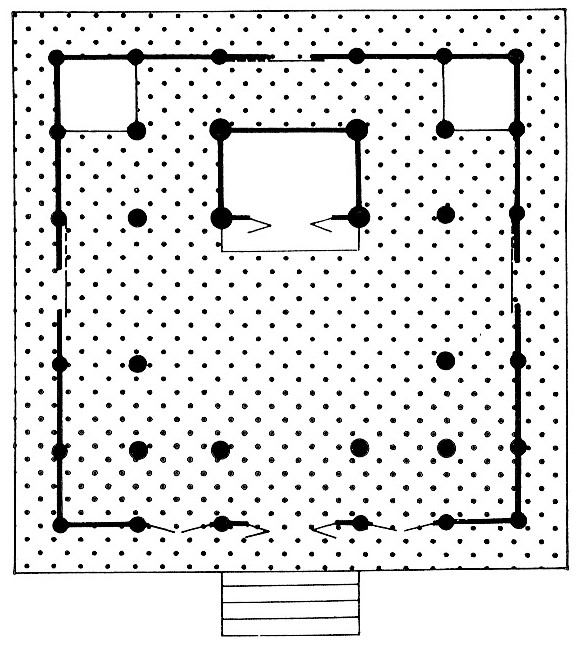
Plan des Shaka-dō

Das Zenpuku-in (japanisch 善福院) ist ein Tempel der Tendai-Richtung des Buddhismus in einem Tal am südwestlichen Rand der Stadt Kainan in der Präfektur Wakayama.

## Geschichte
Im Mittelalter war das Zenpuku-in einer der fünf Nebentempel (塔頭, Tatchū) des  heute nicht mehr existierenden Kōfukuzen-ji (広福禅寺), der von den  Samurai der Gegend sehr verehrt wurde. Der Kōfukuzen-ji wurde 1215 erbaut, dieser Nebentempel im Jahr 1221 von einem Schüler Eisais, Eikai (栄海), erbaut.
Als Hashiba Hideyoshi 1585 in die Provinz Kii einfiel und den Tempelbesitz an sich riss, wurden die meisten Gebäude zerstört. Aber mit Hilfe der Samurai der Gegend konnte der Tempel aber schon 1594 wieder hergestellt werden. Zu der Zeit gehörte der Tempel zur Shingon-Richtung des Buddhismus. Als aber 1667 der Tempel unter den Ungai-in (雲蓋院) kam, der seinerseits ein Untertempel des Tōshō-gū in der Bucht Wakaura war, wechselte er zur Tendai-Richtung. 
Als im Jahr 1897 der Kōfukuzen-ji aufgelöst wurde, übernahm das Zenpuku-in dessen Rolle. 

## Die Anlage
Die Haupthalle des Tempels ist hier die Shaka-dō (釈迦堂), die aus der späten Kamakura-Zeit stammt. Sie hat quadratischen Grundriss von 5 × 5 Ken, hier 11,39 × 11,69 m (Breite × Tiefe). Sie ist zweistöckig, das Hauptdach und das untere umlaufende Dach (裳階, Mokoshi) sind mit Dachziegeln gedeckt. Die Shaka-dō ist als ein hervorragendes Beispiel für den frühen Zen-Stil als Nationalschatz registriert.

## Schätze des Tempels
Verehrt wird ein sitzender Shaka Nyorai und die Figur eines Priesters, beide sind Wichtiges Kulturgut der Präfektur. Auf dem Gelände befindet sich auch eine Gedächtnisstele sowie das Grab des Konfuzianisten Yamanoi Konron (山井 崑崙; ?–1728), der in dieser Gegend lebte und wirkte.